# Anton Gaddefors
John Anton Gaddefors (Bromma, 4 novembre 1989) è un cestista svedese.
È figlio di Henrik Gaddefors e ha un fratello minore, Viktor, anch'egli cestista.

## Carriera
Il 7 maggio 2018 firma in italia, vestendo la maglia dell'Orlandina per l'ultima partita di campionato.
Con la Svezia ha disputato i Campionati europei del 2013.